# Yorktown (Virginia)
Yorktown è un census-designated place degli Stati Uniti d'America, capoluogo della contea di York nello stato della Virginia. La popolazione era di 203 persone nel censimento del 2000. È uno degli otto siti originali costituiti nella colonia della Virginia nel 1634.
Essa è molto famosa per essere stata il sito della resa del generale Cornwallis al generale George Washington nel 1781. Nonostante la guerra continuasse per un altro anno, questa sconfitta britannica a Yorktown pose, di fatto, termine alla Guerra d'indipendenza americana. Yorktown ebbe un ruolo preminente anche nella Guerra civile americana (1861-1865), essendo stata usata come maggior porto per lo scarico dei rifornimenti destinati sia alle città del sud che a quelle del nord.
Al giorno d'oggi, Yorktown è parte di un importante sito storico nazionale noto come il Triangolo storico formato dalle città della Virginia, Yorktown, Jamestown e Williamsburg. Essa è anche il terminale orientale della Colonial Parkway.

## Storia
La posizione geografica fece di Yorktown un punto strategico per il controllo dei fiumi della Virginia e l'accesso alla Chesapeake Bay.
Yorktown prese il nome dalla città di York, una città del nord dell'Inghilterra e venne fondata nel 1691 come porto per la spedizione del tabacco verso l'Europa.
Yorktown fu la base del generale britannico Charles Cornwallis durante l'assedio di Yorktown del 1781, l'ultima grande battaglia della Guerra d'indipendenza americana. Al giorno d'oggi esistono ancora nove edifici di quel periodo oltre che alcune installazioni militari usate durante l'assedio dalle truppe franco-americane. Esiste anche un monumento ai caduti francesi morti in quella battaglia.
Yorktown venne usata come base per le forze americane, al comando del generale George B. McClellan, che combatterono nel 1862 nella campagna peninsulare.

## Geografia fisica
Yorktown è situata lungo il fiume di York nella Virginia sud-orientale.  Yorktown ha molte aree distinte. L'antico villaggio di Yorktown o Yorktown storica, è situata sulla sponda del fiume York. La strada principale scorre su un'alta scogliera a strapiombo sul mare e gli edifici che si allineano lungo di essa, sono per la maggior parte di fattura originale. Lungo il suo corso sono allineati alcuni edifici storici quali York Hall, The Somerwell House ed il monumento ai caduti. Attorno al centro della città esistono delle aree residenziali.
Oggi, due installazioni militari sono ubicate nella contea di York: 
- Base navale di Yorktown, porto logistico per le navi della Marina militare degli Stati Uniti. Secondo alcune voci esisterebbero dei depositi di armi nucleari.
- Centro di addestramento della Guardia costiera statunitense di Yorktown, che funge da scuola di addestramento per i militari della Guardia costiera.

Yorktown è anche vicina alla Base navale di Norfolk.